# Asperula abchasica
Asperula abchasica là một loài thực vật có hoa trong họ Thiến thảo. Loài này được V.I.Krecz. mô tả khoa học đầu tiên năm 1934.